# Клаустрофобична комедија
Клаустрофобична комедија је југословенски филм из 1990. године. Режирао га је Андрија Ђукић, а сценарио је писао Душан Ковачевић.

## Улоге
| Глумац                | Улога              |
| --------------------- | ------------------ |
| Данило Бата Стојковић | Сава оџачар        |
| Софија Зугић          | Нина Хербет        |
| Данило Лазовић        | Вуле милиционер    |
| Михаило Миша Јанкетић | Јагоса Крај        |
| Жарко Радић           | Теја Крај          |
| Јелисавета Саблић     | Весела Крај        |
| Љубиша Николић        | Леополд Вазик      |
| Вања Јанкетић         | Господин Грабињски |